# The Dish

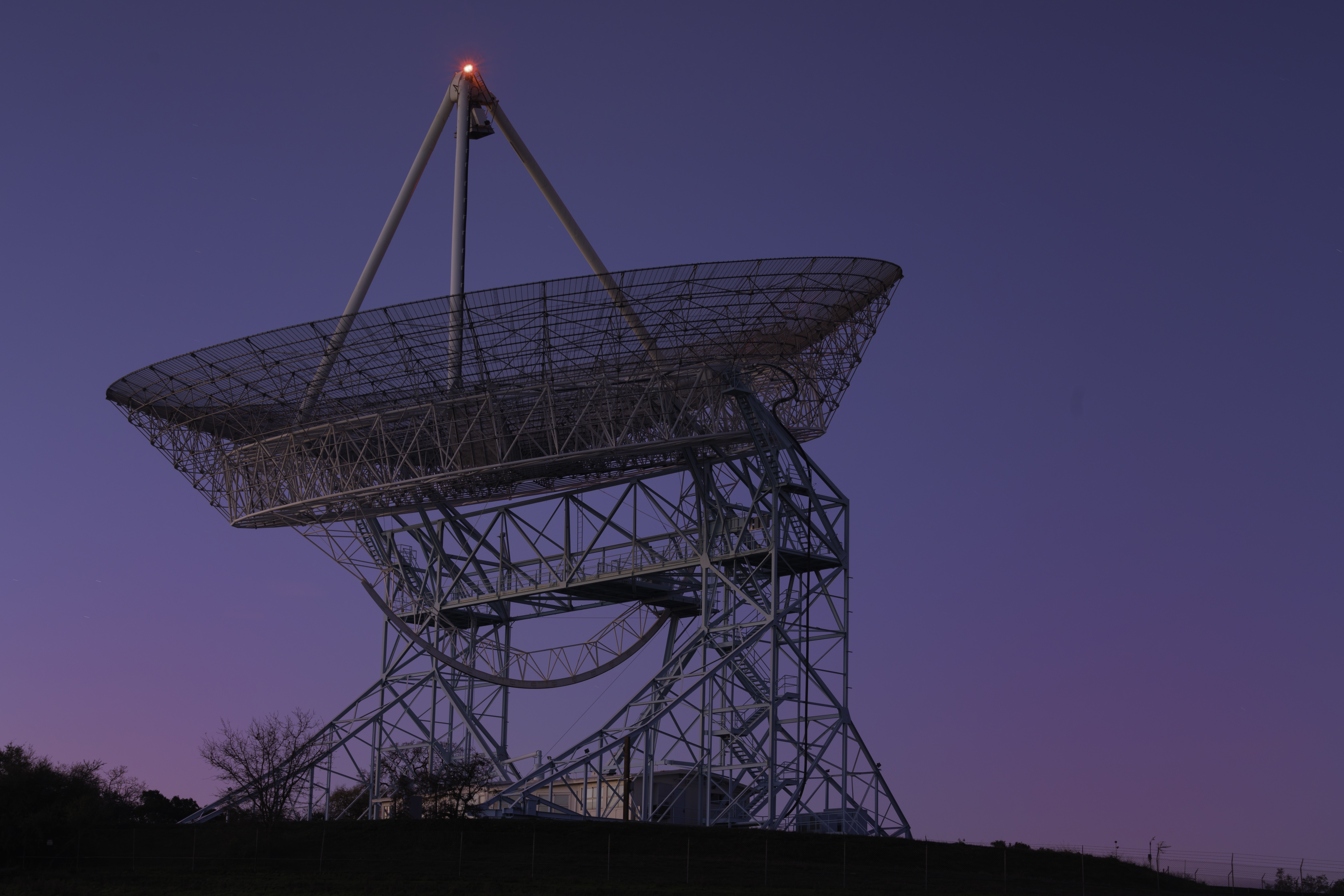
The Dish de Stanford nas primeiras horas da manhã.

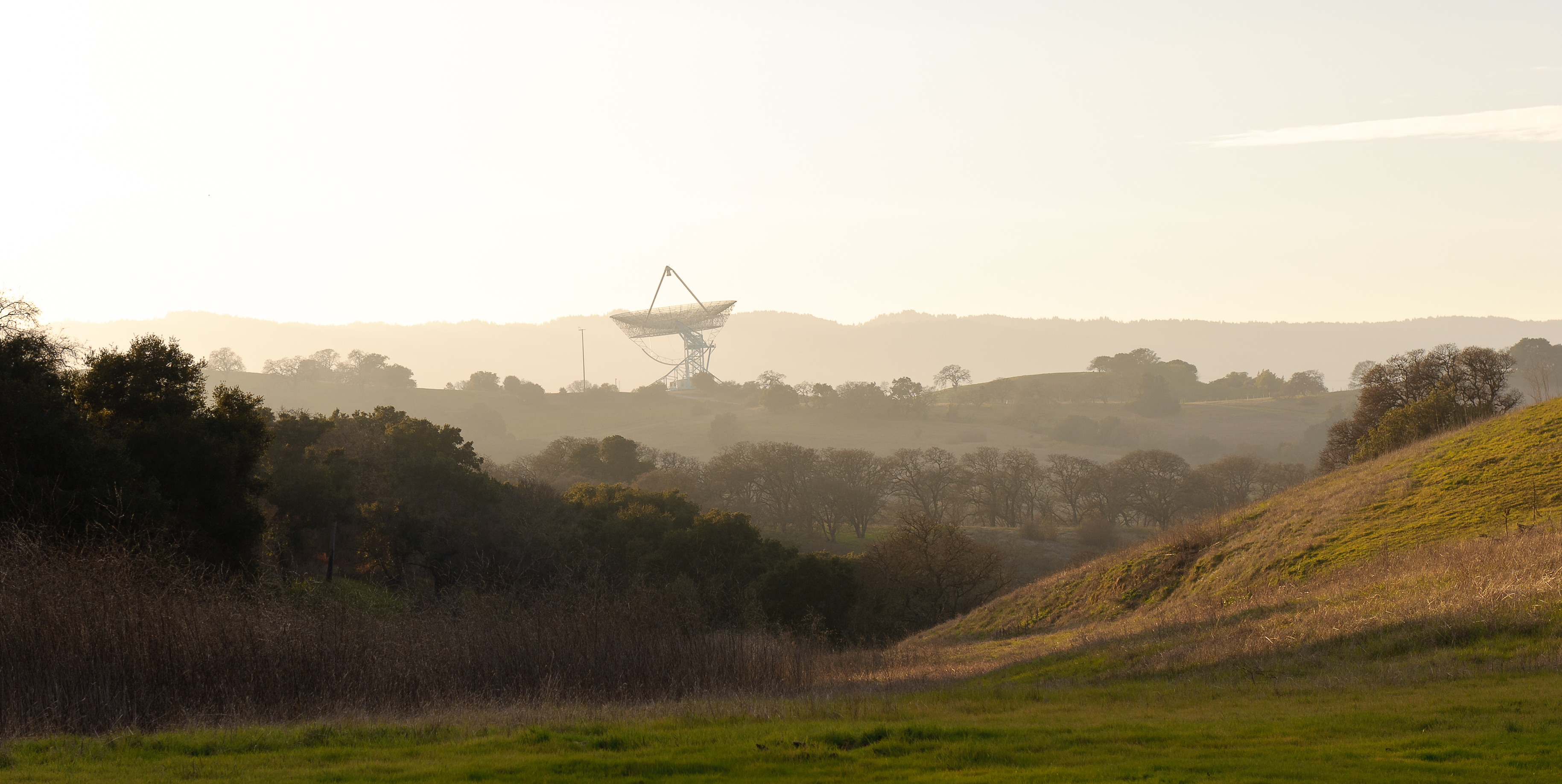
The Dish entre montes em Stanford.

The Dish é um radiotelescópio em Stanford. Seu prato tem um diâmetro de 46 metros e foi criado em 1961 pelo Stanford Research Institute (hoje SRI International). O custo para construir o telescópio foi de 4,5 milhões de dólares, financiados pela Força Aérea dos Estados Unidos, com o propósito de estudar a composição química da atmosfera.